# Zaldibia
Zaldibia és un municipi de Guipúscoa, de la comarca del Goierri.

## Eleccions municipals 2007
Tres partits van presentar llista en el municipi en les passades eleccions municipals 2007; Aralar, PSE-EE i PP. Aquests van ser els resultats: 
- Aralar : 435 vots (9 escons)
- Partit Socialista d'Euskadi - Euskadiko Ezkerra : 13 vots (0 escons)
- Partit Popular : 8 vots (0 escons)

D'aquesta manera, va resultar guanyador l'actual alcalde del municipi, Francisco Mª Ayerbe Urbistondo, amb clara majoria absoluta, a l'aconseguir les 9 regidories de l'ajuntament, i deixant sense representació a PSE-EE i PP, per haver obtingut 13 i 8 vots respectivament. Molt lluny del necessari per a assolir representació.